# Orthochtha indica
Orthochtha indica är en insektsart som beskrevs av Boris Petrovich Uvarov 1942. Orthochtha indica ingår i släktet Orthochtha och familjen gräshoppor. Inga underarter finns listade i Catalogue of Life.